# Стрельцы (Тамбовский район)
Стрельцы́ — село в Тамбовском районе Тамбовской области Российской Федерации. Административный центр Стрелецкого сельсовета. Расположено в 4-х километрах к западу от Тамбова.

## География
Село расположено в центральной части Тамбовской области в 5 километрах от Тамбова.

## История
Село берёт своё начало от Стрелецкой слободы, которая была образована в период строительства Тамбовской крепости в 1636 году. Слобода была заселена военными служилыми людьми — стрельцами, которых в 1744 году насчитывалось 442 человека, в 1763 г. −512 человек. В период строительства новых городов на юге России шло дальнейшее формирование стрелецкого войска и запись в стрелецкую службу. Поскольку служба в пехоте считалась менее почетной, чем в коннице, в стрелецкую службу чаще попадали представители малоимущих слоев населения, в основном из числа беглых крестьян. В 1830-е годы слободы были выселены из Тамбова и составили так называемые выселки. Жители Стрелецкой слободы обрабатывали закрепленные за ними земли в 7-8 км от города Тамбова, куда впоследствии они выселились и основали село. Село впервые упоминается в 1839 году.
Главная достопримечательность села — церковь Сергия Радонежского, построенная в 1901 году. В советское время здесь находился склад. В 1991 году здание возвращено церкви, после чего на территории был разбит сад и сооружена часовня.
Впервые село указано как Стрельцы на карте РККА 1941 года. В годы Великой Отечественной войны с села было призвано 1180 человек, 432 из них не вернулись. В самом центре села Стрельцы за фигурной оградой на постаменте возвышается звезда на стеле красного мрамора. До вывода контингента войск из Германии он украшал мемориальный комплекс одной из расквартированных в ГДР частей. После кочевания и временного забвения красно-мраморный обелиск оказался в Стрельцах.

## Население
| 2002 | 2010  |
| ---- | ----- |
| 2144 | ↗2340 |

## Известные жители
- Григорий Александрович Сметанин — русский композитор, музыкальный педагог, музыкальный общественный деятель.